# Wolfspinnen
Wolfspinnen zijn spinnen behorende tot de familie Lycosidae. 

## Kenmerken
Wolfspinnen zijn lichtgrijs tot donkerbruin, vaak getekend met strepen of vlekjes. De lichaamslengte varieert van 0,4 tot 4 centimeter.

## Leefwijze
Sommige soorten leven in holtes om hun prooien op te wachten terwijl anderen rondzwerven op zoek naar een geschikt slachtoffer. In tegenstelling tot de meeste andere spinnen hebben wolfspinnen een goed gezichtsvermogen en kunnen zodoende goed jagen. Ze worden actief in de nacht.

### Spinsel
Op de spinnen uit het geslacht Sosippus na, gebruiken alleen de wolfspinnen hun spinsel niet om vallen te maken, wel is er van een aantal soorten bekend dat ze hun spinsel gebruiken als soort van reddingslijn, tijdens het lopen spinnen ze een lijn die voorkomt dat ze in dieptes vallen of wegwaaien. Mannetjes die een lijn van een vrouwtje vinden, volgen deze ook dikwijls om zodoende te kunnen paren.

## Voortplanting
Vrouwelijke spinnen dragen hun bevruchte eieren mee in een eicocon, een ronde zak van draad. Gravende soorten verbergen hun eicocon ondergronds. Na het uitkomen van de eitjes klimmen de jongen op de rug van hun moeder, die ze gedurende aanzienlijke tijd mee draagt.

## Verspreiding en leefgebied
Deze familie komt wereldwijd voor, zelfs in het noordpoolgebied, meestal op de grond in de strooisellaag op velden en in bossen. In de Benelux is de gewone wolfspin een algemeen voorkomende soort.

## Taxonomie
Zie lijst van wolfspinnen voor een overzicht van soorten naar geslacht.
- Abaycosa Laborda, Bidegaray-Batista, Simó, Brescovit, Beloso & Piacentini, 2022
- Acantholycosa Dahl, 1908
- Adelocosa Gertsch, 1973
- Agalenocosa Mello-Leitão, 1944
- Aglaoctenus Tullgren, 1905
- Algidus Simon, 1898
- Allocosa Banks, 1900
- Allotrochosina Roewer, 1960
- Alopecosa Simon, 1885
- Amblyothele Simon, 1910
- Anomalomma Simon, 1890
- Anomalosa Roewer, 1960
- Anoteropsis L. Koch, 1878
- Antembolus Sherwood, Henrard, Logunov & Fowler, 2023
- Arctosa C. L. Koch, 1847
- Arctosippa Roewer, 1960
- Arctosomma Roewer, 1960
- Artoria Thorell, 1877
- Artoriellula Roewer, 1960
- Artoriopsis Framenau, 2007
- Asiacosa Logunov, 2023
- Aulonia C. L. Koch, 1847
- Auloniella Roewer, 1960
- Birabenia Mello-Leitão, 1941
- Bogdocosa Ponomarev & Belosludtsev, 2008
- Brevilabus Strand, 1908
- Bristowiella Saaristo, 1980
- Camptocosa Dondale, Jiménez & Nieto, 2005
- Caspicosa Ponomarev, 2007
- Costacosa Framenau & Leung, 2013
- Crocodilosa Caporiacco, 1947
- Cynosa Caporiacco, 1933
- Dejerosa Roewer, 1960
- Deliriosa Kovblyuk, 2009
- Diahogna Roewer, 1960
- Diapontia Keyserling, 1877
- Dingosa Roewer, 1955
- Dolocosa Roewer, 1960
- Donacosa Alderweireldt & Jocqué, 1991
- Dorjulopirata Buchar, 1997
- Draposa Kronestedt, 2010
- Dzhungarocosa Fomichev & Marusik, 2017
- Edenticosa Roewer, 1960
- Evippa Simon, 1882
- Evippomma Roewer, 1959
- Foveosa Russell-Smith, Alderweireldt & Jocqué, 2007
- Geolycosa Montgomery, 1904
- Gladicosa Brady, 1987
- Gnatholycosa Mello-Leitão, 1940
- Gulocosa Marusik, Omelko & Koponen, 2015
- Halocosa Azarkina & Trilikauskas, 2019
- Hesperocosa Gertsch & Wallace, 1937
- Hippasa Simon, 1885
- Hippasella Mello-Leitão, 1944
- Hippasosa Roewer, 1960
- Hoggicosa Roewer, 1960
- Hogna Simon, 1885
- Hognoides Roewer, 1960
- Hyaenosa Caporiacco, 1940
- Hygrolycosa Dahl, 1908
- Kangarosa Framenau, 2010
- Karakumosa Logunov & Ponomarev, 2020
- Katableps Jocqué, Russell-Smith & Alderweireldt, 2011
- Knoelle Framenau, 2006
- Kochosa Framenau, Castanheira & Yoo, 2023
- Lobizon Piacentini & Grismado, 2009
- Loculla Simon, 1909
- Lycosa Latreille, 1804
- Lycosella Thorell, 1890
- Lynxosa Roewer, 1960
- Lysania Thorell, 1890
- Mainosa Framenau, 2006
- Malimbosa Roewer, 1960
- Margonia Hippa & Lehtinen, 1983
- Megarctosa Caporiacco, 1948
- Melecosa Marusik, Omelko & Koponen, 2015
- Melocosa Gertsch, 1937
- Minicosa Alderweireldt & Jocqué, 2007
- Molearachne Sherwood, Henrard, Logunov & Fowler, 2023
- Molitorosa Roewer, 1960
- Mongolicosa Marusik, Azarkina & Koponen, 2004
- Mustelicosa Roewer, 1960
- Navira Piacentini & Grismado, 2009
- Notocosa Vink, 2002
- Nukuhiva Berland, 1935
- Oculicosa Zyuzin, 1993
- Orinocosa Chamberlin, 1916
- Ovia Sankaran, Malamel & Sebastian, 2017
- Pamirosa Fomichev, Omelko & Marusik, 2024
- Paratrochosina Roewer, 1960
- Pardosa C. L. Koch, 1847
- Pardosella Caporiacco, 1939
- Passiena Thorell, 1890
- Pavocosa Roewer, 1960
- Phonophilus Ehrenberg, 1831
- Pirata Sundevall, 1833
- Piratula Roewer, 1960
- Portacosa Framenau, 2017
- Proevippa Purcell, 1903
- Prolycosides Mello-Leitão, 1942
- Pseudevippa Simon, 1910
- Pterartoria Purcell, 1903
- Pyrenecosa Marusik, Azarkina & Koponen, 2004
- Rabidosa Roewer, 1960
- Satta Lehtinen & Hippa, 1979
- Schizocosa Chamberlin, 1904
- Serratacosa Wang, Peng & Zhang, 2021
- Shapna Hippa & Lehtinen, 1983
- Sibirocosa Marusik, Azarkina & Koponen, 2004
- Sinacosa Wang, Lu & Zhang, 2023
- Sinartoria Wang, Framenau & Zhang, 2021
- Sosippus Simon, 1888
- Syroloma Simon, 1900
- Tapetosa Framenau, Main, Harvey & Waldock, 2009
- Tasmanicosa Roewer, 1959
- Tetralycosa Roewer, 1960
- Tigrosa Brady, 2012
- Trabea Simon, 1876
- Trabeops Roewer, 1959
- Trebacosa Dondale & Redner, 1981
- Tricassa Simon, 1910
- Trochosa C. L. Koch, 1847
- Tropicosa Paredes-Munguia, Brescovit & Teixeira, 2023
- Tuberculosa Framenau & Yoo, 2006
- Varacosa Chamberlin & Ivie, 1942
- Venator Hogg, 1900
- Venatrix Roewer, 1960
- Venonia Thorell, 1895
- Vesubia Simon, 1909
- Wadicosa Zyuzin, 1985
- Xerolycosa Dahl, 1908
- Zantheres Thorell, 1887
- Zenonina Simon, 1898
- Zoica Simon, 1898
- Zyuzicosa Logunov, 2010

## In Nederland waargenomen soorten
- Genus: Alopecosa
  - Alopecosa barbipes - (Paaspanterspin)
  - Alopecosa cuneata - (Dikpootpanterspin)
  - Alopecosa cursor - (Zandpanterspin)
  - Alopecosa fabrilis - (Grote Panterspin)
  - Alopecosa pulverulenta - (Gewone Panterspin)
  - Alopecosa trabalis - (Geelborstpanterspin)
- Genus: Arctosa
  - Arctosa cinerea - (Grindwolfspin)
  - Arctosa figurata - (Grote Zandwolfspin)
  - Arctosa leopardus - (Moswolfspin)
  - Arctosa lutetiana - (Leliewolfspin)
  - Arctosa perita - (Gewone Zandwolfspin)
- Genus: Aulonia
  - Aulonia albimana - (Withandje)
- Genus: Hygrolycosa
  - Hygrolycosa rubrofasciata - (Trommelwolfspin)
- Genus: Pardosa
  - Pardosa agrestis - (Slikwolfspin)
  - Pardosa agricola - (Ruigtewolfspin)
  - Pardosa alacris - (Roodpolsboswolfspin)
  - Pardosa amentata - (Tuinwolfspin)
  - Pardosa hortensis - (Geelarmpje)
  - Pardosa lugubris - (Zwartstaartboswolfspin)
  - Pardosa monticola - (Duinwolfspin)
  - Pardosa nigriceps - (Graswolfspin)
  - Pardosa paludicola - (Veenwolfspin)
  - Pardosa palustris - (Moeraswolfspin)
  - Pardosa prativaga - (Oeverwolfspin)
  - Pardosa proxima - (Veldwolfspin)
  - Pardosa pullata - (Gewone Wolfspin)
  - Pardosa purbeckensis - (Schorrenwolfspin)
  - Pardosa saltans - (Zwarthandboswolfspin)
  - Pardosa sphagnicola - (Veenmoswolfspin)
- Genus: Pirata
  - Pirata piraticus - (Poelpiraat)
  - Pirata piscatorius - (Grote Piraat)
  - Pirata tenuitarsis - (Veenpiraat)
- Genus: Piratula
  - Piratula hygrophila - (Bospiraat)
  - Piratula knorri - (Beekpiraat)
  - Piratula latitans - (Kleine Piraat)
  - Piratula uliginosa - (Heidepiraat)
- Genus: Trochosa
  - Trochosa robusta - (Grote Nachtwolfspin)
  - Trochosa ruricola - (Veldnachtwolfspin)
  - Trochosa spinipalpis - (Gestekelde Nachtwolfspin)
  - Trochosa terricola - (Gewone Nachtwolfspin)
- Genus: Xerolycosa
  - Xerolycosa miniata - (Kustwolfspin)
  - Xerolycosa nemoralis - (Bosrandwolfspin)